# Prieuré de Montbéon
L'ancien prieuré de Montbéon se trouvait sur le territoire actuel de la commune de Saint-Agnan (Yonne).
Il dépendait de l'abbaye Saint-Victor de Paris,.
Mais son existence est antérieure à la fondation de Saint-Victor : Montbéon est cité dans des chartes de l'abbaye clunisienne de La Charité-sur-Loire, à partir de 1107. Une bulle du pape Innocent III de 1204, listant les biens de La Charité, mentionne Montbéon (Monte Boio),.
Le prieuré reçoit des donations de la vicomtesse de Sens Ermesende en 1184 et 1202. Au XIIIe siècle, le prieuré est placé sous la protection de la famille des Barres, puissants seigneurs,des terres voisines. Plusieurs seigneurs des Barres auraient été inhumés au prieuré.
Il est vendu comme bien national lors de la période révolutionnaire. Le prieur de Montbéon, Duchesne, avait été arrêté pendant la Revolution.